# Andrew Carnegie
Andrew Carnegie, född 25 november 1835 i Dunfermline i Skottland, död 11 augusti 1919 i Lenox i Massachusetts, var en skotskfödd amerikansk affärsman och filantrop.

## Biografi

### Uppväxt
Andrew Carnegie växte upp i en radikal skotsk arbetarfamilj som emigrerade till USA 1848, när Andrew var 13 år. De personer som främst formade hans livsåskådning var hans far, en självlärd vävare som var politiskt mycket aktiv hemma i Skottland, och två morbröder - den ene älskare av litteratur och poesi och den andre politiskt radikal som hans far.

### Yrkesliv
1851 fick den 16-årige Andrew jobb som telegrafist i sin nya hemstad Pittsburgh. Hans snabba fattningsförmåga gjorde att han snart blev anställd som telegrafist och sekreterare åt chefen för ett lokalt järnvägsbolag och ganska snart hade han avancerat till chef för järnvägsbolagets Pittsburgh-kontor. Redan 1855 började han investera sina sparade medel i olika aktiviteter i järnvägsbranschen, främst en satsning på sovvagnar, och under Amerikanska inbördeskriget arbetade han aktivt ute på fältet för att se till att Nordstaternas tåg rullade så friktionsfritt som möjligt.
Carnegie hade näsa för affärer och alla pengar han kunde spara under krigsåren investerade han, förutom i järnvägsbranschen även på oljemarknaden. Efter inbördeskriget lämnade han anställningen vid järnvägen och satsade sina pengar i ett företag som byggde järnvägsbroar. Detta ledde med tiden till investeringar i stålindustrin, och mot slutet av 1890-talet var Andrew Carnegie en av USA:s stålbaroner, ägare till en rad stålverk.
År 1901 sålde Carnegie sitt stålimperium (Carnegie Steel Company) till det blivande jättebolaget U.S. Steel i världens ännu största personliga affärsöverenskommelse. Carnegies grupp av stålverk utgjorde hälften av det nya bolagets tillgångar och köptes för en summa motsvarande 120 miljarder dollar i 2007 års penningvärde. Hälften av den summan gick till Andrew Carnegie och gjorde honom till världens näst rikaste man. Den ende som var rikare var John D. Rockefeller.

### Välgörenhet

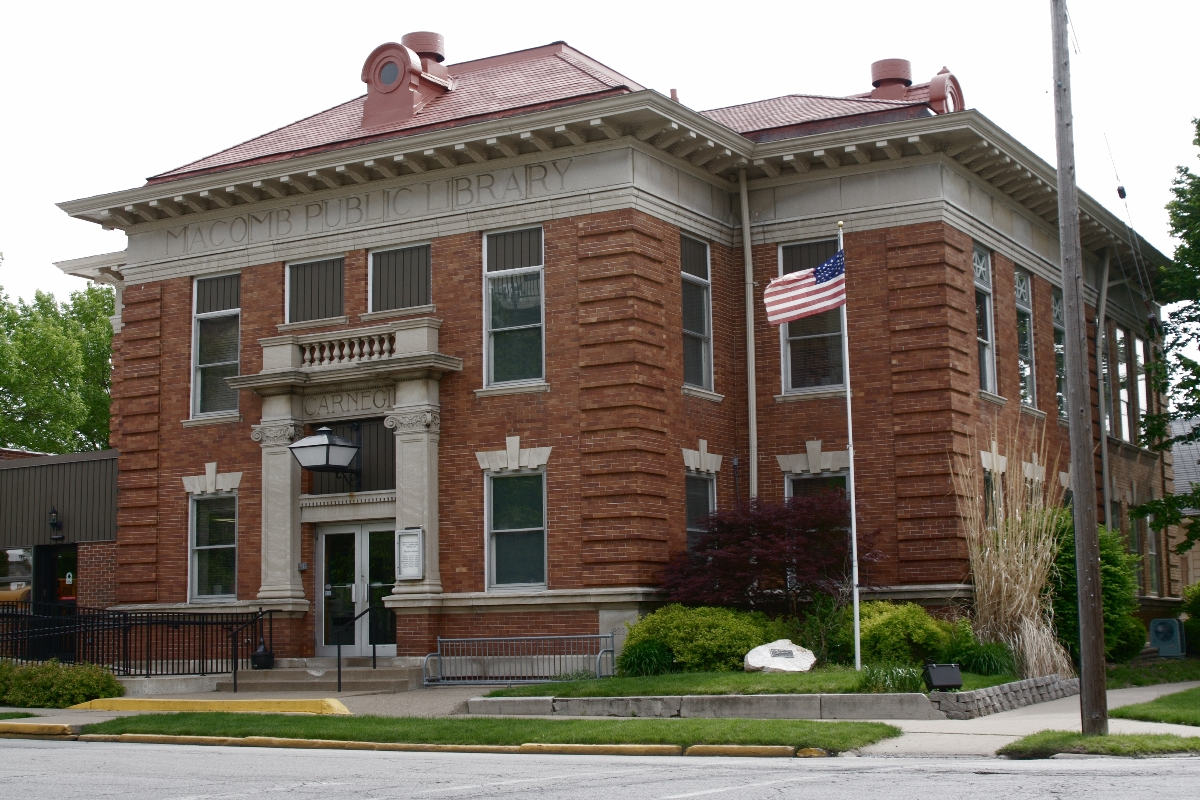
Macombs bibliotek, ett av Carnegiebiblioteken, de många folkbibliotek i USA som finansierats av Andrew Carnegie

Andrew Carnegie började tidigt donera stora summor till välgörenhet. Efter försäljningen av sina stålintressen lämnade han 1901 affärsvärlden bakom sig och övergick till att på heltid fördela sin förmögenhet på olika välgörande ändamål. Detta var helt i linje med en artikel som han skrev 1889 i North American Review med titeln Wealth (Rikedom). I artikeln hävdade han att rik industrimans liv ska bestå av två faser: den första att skapa en rikedom och den andra att fördela förmögenheten till olika välgörande ändamål.
Han är som filantrop mest känd för inrättande av bibliotek. Från 1883 till sin död 1919 finansierade han ett stort antal folk- och universitetsbibliotek i USA och andra länder. År 1919 fanns det 3 500 folkbibliotek i USA, varav ungefär hälften var Carnegiebibliotek, uppförda med medel från Carnegies pengar.
Han var största donator vid grundandet av Birminghams universitet 1899. År 1901 grundade han Carnegie Institute of Technology i Pittsburgh, numera Carnegie Mellon University. 
Han bildade också stiftelsen Carnegie Hero Fund 1904, som belönar hjältemod i vardagen. Den fick snabbt efterföljare i tio europeiska länder. Den svenska versionen av stiftelsen, Carnegiestiftelsen, etablerades 1911 och är aktiv än idag. Han donerade även medel för uppförandet av Fredspalatset i Haag i Nederländerna och konserthuset Carnegie Hall på Manhattan i New York. Han grundade också tankesmedjan Carnegie Endowment for International Peace i Washington 1910 samt Church Peace Union (numera Carnegie Council for Ethics in International Affairs) 1914.

## Eftermäle
Asteroiden 671 Carnegia är uppkallad efter honom.

## Övrigt
År 1898 verkade Carnegie för att Filippinerna skulle bli självständiga. Mot slutet av spansk-amerikanska kriget köpte USA Filippinerna av Spanien för 20 miljoner dollar. Detta upplevde Carnegie som imperialism, något han ansåg att USA inte skulle befatta sig med, så han erbjöd det filippinska folket 20 miljoner dollar så det skulle kunna köpa sig sitt oberoende. USA var dock inte intresserat av att släppa sin nya koloni och istället utbröt det filippinsk-amerikanska kriget.
Andrew Carnegie präglade valspråket "Den som dör rik, dör vanärad" ("The man who dies thus rich dies disgraced").

## Böcker på svenska
- Arbetets herravälde (The empire of business) (översättning Frigga Carlberg, Zachrisson, 1902) Fulltext av 2. uppl. 1910
- För mellanfolklig skiljedom: rektorstal vid S:t Andrews' universitets årsfest (översättning Erik Sjöstedt, Geber, 1906)
- Rikedomens evangelium och andra essäer (översättning Lars Axelsson och Margareta Marin, Pontes, 2006)